# Parc Nacional de Kanha
El Parc Nacional de Kanha és un parc nacional del districte de Balaghat i el districte de Mandla a Madhya Pradesh, Índia, a les muntanyes Maikal branca de les muntanyes Satpura. Té una rica flora i fauna.
Va salvar al barasingha (cervus, duvaceli, branderi) de l'extinció i ara té la darrera població del món d'aquesta espècie (que és l'animal de l'estat de Madhya Pradesh).
S'hi pot arribar per via aèria arribant a l'aeròdrom de Birwa al tahsil de Baihar. Els seus accessos són per Kisli i Mukki.
La superfície és de 940 km² i el formen les valls del Banjar (al districte de Mandla) i el Halon (al districte de Balaghat) aquesta darrera amb 530 km² i la primera amb 410 km².